# Bisol
En bisol (latin, fra græsk, parhelion, også kendt under navnet solhund) er et atmosfærisk fænomen, som optræder når sollys reflekteres fra og brydes af små iskrystaller i cirrus- eller cirrostratusskyer. De optræder normalt som en lys og nogle gange farverig plet på himlen, omkring 22° til venstre eller højre for solen. 
For at fænomenet kan opstå må skyerne kun bestå af iskrystaller, hvilket kræver en temperatur på omkring -40° C. Cirrusskyer er højtliggende skyer – de ligger i ca. 8-10 km’s
højde. I denne højde er det altid koldt, skyerne her er ikke vanddråber, men små iskrystaller.